# Мир Вайс
Мир Вайс (пушту میروَیس‎; 1673, Кандагар, Кандагар — 1 ноября 1715, Кандагар, Кандагар) — вождь афганского племени гильзаев, первый независимый правитель Афганистана (в масштабе гильзайского ханства со столицей в Кандагаре) (1709—1715).

## Биография
Сын Шах Алам-хана и внук Мир Али-хана Хотаки. Происходил из шах-алам-хеля (ханского хеля гильзаев), являлся вождём племени Хотаки, занимал пост калантара (купеческого старшины) Кандагара, был богатым купцом, обладал большим состоянием, нажитым в торговле с Индией.
В начале XVIII века общий кризис в государстве Сефевидов вызвал сепаратистские движения на его окраинах. В иранской части Афганистана волнения были вызваны вымогательствами и притеснениями Абдуллы-хана, назначенного в 1698/1699 году бегларбегом Кандагара, а с 1704 года — политикой Гурген-хана (грузинского царя Георгия XI).
Мир Вайс возглавил восстание против иранских властей, которое было подавлено Гурген-Ханом в 1706 году. Георгий XI арестовал Мир Вайса и отправил его в Исфахан ко двору шаха Хусейна.
Мир Вайс сумел наладить отношения с шахом Хусейном, получил разрешение на паломничество в Мекку, вернулся в 1708 году и получил разрешение вернуться в Кандагар.

В декабре 1707 шах послал из Машада царю Георгию халат и письмо с хадатайством о Мир Веисе: «примирись с ним и считай его оправданным»

В Мекке Мир Вайс беседовал с высшими улемами и получил от них фетву, оправдывающую восстание суннитов против шиитского Ирана. В Кандагаре Мир Вайс рассказал вождям гильзаев об обстановке при шахском дворе, о слабости иранской власти, рассказал о беседах с улемами, и начал подготовку к большому восстанию.
Согласно афганским преданиям, Мир Вайс несколько раз собирал джиргу, причем в джирге, состоявшейся перед началом восстания, приняли участие не только вожди гильзаев, но и вожди других афганских племен: алькозаев, нурзаев, какаров, таинов, бабури, насыр и белуджей.
В апреле 1709 года, когда иранско-грузинская армия Георгия XI покинула Кандагар и ушла в поход на племя какаров, Мир Вайс поднял восстание. Гильзаи напали на отряд Георгия XI в Дех-и Шейх, одном селении в 60 км от Кандагара. В сражении Георгий XI был убит. Его отряд отступил к Кандагару, но город был занят гильзаями и отряд с боями отступил в Гиришк.

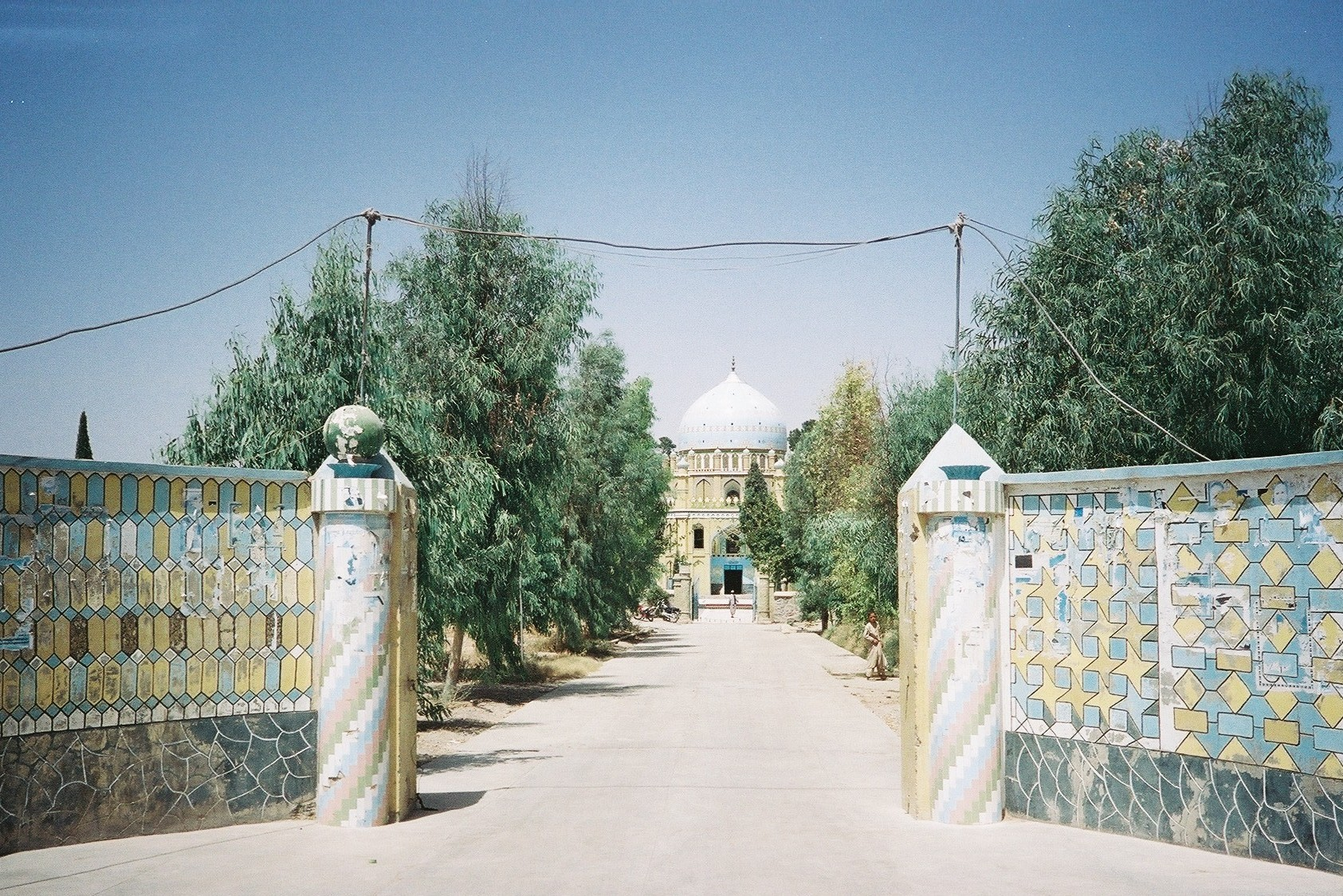
Мавзолей Мир Вайса в Кандагаре

В ноябре 1709 года в Кандагар было отправлено сильное иранское войско во главе с грузинским царем Кай-Хосровом (Хостров-мирза, Кайхосро), племянником Георгия XI. Но иранская армия не смогла дойти до Кандагара.
Осенью 1711 года положение шахских войск под Кандагаром настолько ухудшилось, что командующий Хосров Мирза вынужден был отдать приказ об отступлении, превратившемся в катастрофу. В октябре 1711 года во время одного из боёв с афганцами Кайхосро погиб.
В 1713 году персидский шах Хусейн организовал второй поход на Кандагар против восставших гильзаев, который также закончился неудачно.
В ноябре 1715 года Мир Вайс Хотаки скончался. Его титул унаследовал младший брат Мир Абд ул-Азиз (1715—1717), который в 1717 году был убит своим племянником Мир Махмуд-шахом.